# Medalla por Servicio Distinguido de los Guardacostas
La Medalla por Servicio Distinguido de los Guardacostas (en inglés: Coast Guard Distinguished Service Medal) es una condecoración de los Guardacostas de los Estados Unidos, creada mediante un Acta del Congreso de los Estados Unidos (Ley 207, 81.ª del Congreso ) el 4 de agosto de 1949. Antes de esta fecha, los miembros del Cuerpo de Guardacostas podían recibir la Medalla por Servicio Distinguido de la Armada]]. Las concesiones posteriores indican mediante estrellas de oro.
Se otorga a oficiales y tropa de los Guardacostas que se distinguen por el excepcional servicio meritorio al gobierno en un lugar de gran responsabilidad. Puede ser otorgada tanto por acciones de combate o fuera de combate. Habitualmente es otorgada a los oficiales superiores, como el Comandante de los Guardacostas . El primero en recibirla fue el Almirante Alfred C. Richmond en 1961. El primer no- oficial en recibirla fue el Contramaestre Mayor Rick Trent en 1998.
Hasta 2003, la autoridad encargada de entregar la distinción era el Secretario de Transporte de los Estados Unidos. Actualmente es el Departamento de Seguridad Nacional de los Estados Unidos quien autoriza la concesión. 

## Diseño
Fue diseñada por Thomas Jones Hudson, del Instituto de Heráldica del Ejército.
En el centro de un disco dorado aparece el cúter USRC Massachusetts (1791) a toda vela en un mar tranquilo. Alrededor, en un anillo exterior, aparece la inscripción "US COAST GUARD"en la mitad superior y "DISTINGUISHED SERVICE" en la inferior. En el reverso aparece el escudo de los Guardacostas y, en la mitad inferior, hay un espacio para grabar el nombre del receptor.
Cuelga de una cinta azul, con una franja blanca y otra morada a cada lado.[cita requerida]